# Ferdinand Maximilian Brokoff
Ferdinand Maximilian Brokoff, conosciuto anche come Prokop (Červený Hrádek, 12 settembre 1688 – Praga, 8 marzo 1731), è stato uno scultore e stuccatore boemo esponente del periodo Barocco-Rococò.

## Origini
Ferdinand Maximilian Brokoff proveniva da una famiglia di scultori originari di Poprad nella Contea di Spiš, all'epoca boema. Suo padre Jan Brokoff ha svolto la sua formazione a Ratisbona e poi si trasferì a Praga dove aprì, nel 1670, un suo laboratorio di scultura. I due figli (Michael Brokoff e il più giovane di due anni, Ferdinand Maximilian) vi erano attivi; Ferdinand fu allievo di suo padre e continuò la sua formazione presso lo scultore Andreas Quitainer.

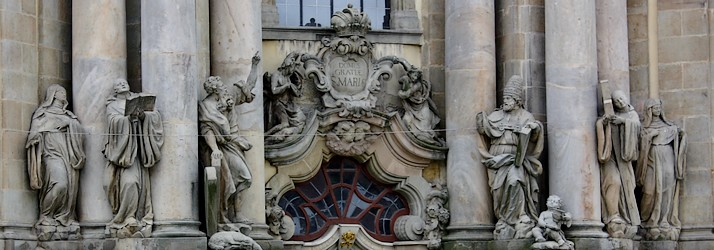
sculture sulla facciata della Basilica dell'Assunta nell'Abbazia di Krzeszów.

I suoi maestri di riferimento nella progettazione delle sue opere scultoree erano Gian Lorenzo Bernini e Matthias Braun. Ferdinand aveva mostrato i possedere doti superiori a quelle del padre e del fratello, e dal 1707 ricevette commissioni autonome dalla città di Praga; appena due anni dopo, all'età di 22 anni, lavorò alla decorazione scultorea del Ponte Carlo. Con la realizzazione di queste statue ben presto divenne noto e ricevette altre commissioni dalla città di Praga e dalla nobiltà Boema.
Brokoff partecipò intorno al 1714 alla realizzazione della tomba del Gran cancelliere boemo Jan Václav Vratislav z Mitrovic, sotto la direzione di Johann Bernhard Fischer von Erlach. Il grande architetto austriaco captò subito il suo talento e vi iniziò un'importante collaborazione. Brokoff fu allora coinvolto nel grande cantiere della Chiesa di San Carlo Borromeo a Vienna, senza tuttavia tralasciare le sue commissioni praghesi.
Nel 1722 Fischer von Erlach lo portò con sé a Breslavia, dove venne chiamato per la realizzazione della celebre Cappella degli Elettori nella cattedrale. Brokoff vi realizzò le sculture dell'altare e il busto per la tomba del cardinale committente Francesco Luigi del Palatinato-Neuburg. Nel 1726, col peggiorare della sua salute (principio di tubercolosi) ritornò a lavorare a Praga dove creò la Colonna mariana e le sculture di otto Santi per un Calvario sulla piazza di Hradčany che poi non fu mai realizzato. Nel 1728 ripartì per Vienna dove realizzò il modello per lo stucco dell'altare della Chiesa di San Carlo.
Nel 1729 ricevette un impegnativo ordine dall'Abbazia di Krzeszów, in Slesia, dove si stava procedendo alla ricostruzione della Chiesa abbaziale. Lavorò al disegno della facciata, dell'altar maggiore, del pulpito, del grande organo e di tutte le sculture fino alla sua scomparsa nel 1731, lasciando ai suoi discepoli di Praga, fra cui Anton Dorazil, la realizzazione e il completamento dei lavori.
Brokoff fu sepolto, come suo padre e suo fratello Michael, nel cimitero della chiesa di San Martino al Muro a Praga. Oggi presso la chiesa vi è una targa commemorativa con il ritratto.

## Opere

### Praga
- Ponte Carlo: gruppo di Santa Barbara, Santa Margherita e Santa Elisabetta (1707); statua di San Gaetano (1709); San Francesco Borgia (1710); San Francesco Saverio (1711); gruppo di San Vincenzo e San Procopio (1712); gruppo di San Giovanni de Matha, San Felice di Valois e San Giovanni di Rila (1714); San Vito (1714).
- Palazzo Hrzán: Decorazione di facciata.
- Palazzo Morzin: decorazione della facciata e del portale con le allegorie del Giorno e della Notte.
- Casa Al Cervo d'Oro (Dům U Zlatého jelena, Tomášská ul No. 4): gruppo scultoreo di Sant'Uberto inginocchiato davanti al Cervo.
- Colonna della Vergine con otto santi patroni (1726), Piazza di Hradčany.
- Basilica di San Giorgio: statua di San Giovanni Nepomuceno.
- Chiesa di San Giacomo: Tomba del Gran cancelliere Jan Václav Vratislav z Mitrovic (insieme a Johann Bernhard Fischer von Erlach).
- Chiesa di San Tommaso: sculture di santi patroni boemi
- Chiesa di Santa Maria di Týn: rilievo in marmo della Sacra Famiglia.
- Chiesa di San Gallo: sculture della Cappella del Calvario.

### Boemia
- Duchcov: decorazione plastica interna del Castello di Waldenstein (insieme a Matthias Bernard Braun e Václav Vavřinec Reiner).
- Hořín: statua di San Giovanni Nepomuceno nel parco della residenza di caccia dei Lobkowicz.

### Vienna
- Chiesa di San Carlo Borromeo: Modello per gli stucchi dell'altare maggiore (1728).
- Chiesa di San Michele: Epitaffio del principe Trautson (1723-1724, insieme a Fischer von Erlach)

### Slesia
- Cattedrale di Breslavia: Altare e statue della Cappella degli Elettori.
- Chiesa di Santa Elisabetta a Breslavia: Epitaffio di Johann Georg von Wolff (su progetto di Fischer von Erlach).
- Abbazia di Krzeszów: disegni della facciata, degli stucchi, degli arredi e di tutte le sculture.